# Tõrvandi
Tõrvandi (Duits: Tarwen of Törwant) is een plaats in de Estlandse gemeente Kambja, provincie Tartumaa. De plaats heeft de status van groter dorp of ‘vlek’ (Estisch: alevik).
De plaats lag tot in oktober 2017 in de gemeente Ülenurme. In die maand ging deze gemeente op in de gemeente Kambja.
Tõrvandi ligt ten noordwesten van Ülenurme, de hoofdplaats van de gemeente.

## Bevolking
De ontwikkeling van het aantal inwoners blijkt uit het volgende staatje:
| Jaar            | 2000 | 2011 | 2017 | 2019 | 2020 | 2021 |
| --------------- | ---- | ---- | ---- | ---- | ---- | ---- |
| Aantal inwoners | 1578 | 1819 | 1648 | 1767 | 1854 | 2000 |

## Geschiedenis
Tõrvandi werd voor het eerst genoemd in 1426 als landgoed onder de Duitse naam Tarwen. Van een plaats Tarwenn is voor het eerst sprake in 1533. Het landgoed was eerst zelfstandig, maar viel vanaf 1627 als veehouderij onder het landgoed van Tähtvere. Latere namen van de plaats zijn Derwenth (1582), Terwandt (1627) en Terwand (1796).
In 1977 kreeg Tõrvandi de status van vlek (alevik).